# Effie Millais
Euphemia Chalmers Millais, szül. Gray, korábban Effie Ruskin (Perth, 1828. július 5. – Perth, 1897. december 23.) volt a brit festő, John Everett Millais felesége és számos alkalommal modellje. Effie korábban az ismert műkritikus, John Ruskin felesége volt, de mivel a házasságot nem hálták el, Effie 1854-ben elérte a házasság felbontását. Millais-vel a Szabadon bocsátó parancs című kép festése közben szerettek egymásba. A viktoriánus korban ez a szerelmi háromszög nagy botrányt kavart, és válása után Effie lényegében ki volt tiltva a korabeli londoni társaságból (legalábbis minden olyan rendezvényről, amelyen Viktória királynő is megjelent).

## Fiatalkora és első házassága

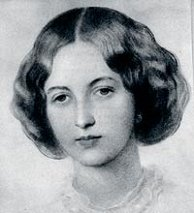
Effie Ruskin 1851-ben.

Effie Chalmers Gray 1828-ban született a skóciai Perth-ben, fiatalkorát pedig Bowerswell-ben töltötte, abban a házban, amelyben későbbi férje, John Ruskin nagyapja öngyilkosságot követett el. Effie családja jó ismeretségben volt Ruskin apjával aki pártfogolta a kettejük közötti kapcsolatot. Ruskin 1841-ben, Effie 12 éves korában egy regényt is írt neki (The King of the Golden River). 1848. április 10-én házasodtak össze, Ruskin és Effie Velencébe utaztak, ahol Ruskin The Stones of Venice című könyvéhez gyűjtött anyagot. A házasságkezdetben boldognak tűnt, Ruskin "szeretőm-barátom-királynőm-kedvesem-egyetlen szerelmem"-nek hívta Effiet, míg ő "a világ legkedvesebb emberének tartotta férjét. A kettejük személyisége közötti ellentétet azonban hamarosan házassági gondokat okoztak: a fiatal Effie természeténél fogva nyílt és flörtölő volt, míg a 9 évvel idősebb Ruskin személyisége dogmatikus, merev volt. Az sem segített, hogy Ruskin időnként késő estig dolgozott és egész nap magára hagyta Effie-t. Egy idő után Ruskin egy jegyzetfüzetbe kezdte gyűjteni Effie viselkedésében, beszédében megfigyelt hibáit.
Amikor öt évvel később Effie első alkalommal találkozott John Everett Millais-al, Ruskin pártfogoltjával, a házasságot még nem hálták el és Effie még szűz volt. Ruskin különféle indokokkal halogatta az első aktust, de feltehetően a női test vagy a szexualitás valamelyik aspektusa undorította. Közrejátszott még az is, hogy a házasság után Ruskin nagy utazást akart tenni, többek között Svájcba és Olaszországba, és nem akarta, hogy egy esetleges terhesség miatt Effie ne tudjon vele tartani.
Effie egy levelében apjának ezt írta:
"Különféle okokat nevezett meg, a gyermekektől való viszolygás, vallásos indítékok, a vágy hogy megőrizze szépségemet, és végül, ebben az évben elmondta nekem az igazi okot... miszerint a nőket teljesen másnak képzelte el, mint amilyennek engem talált és ebből kifolyólag nem tett feleségévé, mert április 10-én az első éjszakán megundorodott tőlem."
Ruskin lényegében megerősítette ezt az ügyvédjének írt levelében:
"Néhányan különösnek találhatják, hogy tartózkodtam egy olyan nőtől, akit a legtöbben vonzónak találtak. De bár arca valóban gyönyörű volt, személye nem volt alkalmas a vágy felkeltésére. Éppen ellenkezőleg, bizonyos körülmények egyenesen megakadályozták azt."
A valódi ok máig nem derült ki, bár számos feltételezés született, többek között Effie intim szőrzete, vagy éppen az, hogy nászéjszakájukon menstruált.

Amikor 1853-ban Millais és Effie találkoztak, utóbbi még mindig szűz volt. Ruskin felajánlotta, hogy Effie modellt áll Millais új képéhez, a Szabadon bocsátó parancs-hoz, amelyen Effie egy skót feleséget ábrázolt, aki elérte férje szabadon bocsátását. A festmény elkészülése során Millais és Effie közel kerültek egymáshoz, és a kapcsolat tovább mélyült, amikor Millais elkísérte a Ruskin házaspárt egy skóciai útra, hogy megfesse Ruskin portréját. Millais és Effie itt szerettek egymásba és miután visszatértek, családja és barátai segítségével Effie válókeresetet adott be Ruskin ellen, arra hivatkozva, hogy a házasságot nem hálták el. Az ügy nagy port kevert fel, mivel a viktoriánus kor elveivel ellenkezett a magánügyek, ráadásul a házastársi kapcsolat részleteinek kiteregetése. Miután megállapították Effie szüzességét, 1854-ben a házasságot felbontották.

## Második házassága
Millais és Effie első alkalommal 1851 májusában találkoztak, amikor a Ruskin házaspár látogatást tett Millais lakásában (előtte Millais és Hunt közösen köszönték meg Ruskinnak, hogy a The Times-ban írt egy, a preraffaelitákat támogató cikket). Millais hamarosan viszonozta a látogatást, majd Ruskin meghívta, hogy tartson velük Svájcba, amit Millais visszautasított.
1853-ban azonban Millais felkérte (más források szerint Ruskin felajánlotta) Effie-t, hogy álljon modellt Millais készülő történelmi képéhez, a Szabadon bocsátó parancs-hoz. 1853 nyarán Ruskin ismét meghívta Millais-t, hogy tartson velük Skóciába, ahol Millais megfestette Ruskin portréját, miközben Effie csendesen dolgozott hímzésein. Mivel egy kis kunyhóban laktak mind a hárman, szinte összes idejüket együtt töltötték és egy séta alkalmával Effie bevallotta Millais-nak, hogy boldogtalan a házassága. Millais ekkor vagy eddigre már beleszeretett és Ruskin ellen fordult, aki megérezte a kettejük között szövődő kapcsolatot.
Miután visszatértek Londonba, Effie megírta házassági problémáit apjának, aki jogi tanácsot kért. 1854. április 25-én Effie elhagyta Ruskint és júliusban megkapta a házasság felbontásáról szóló határozatot.
Millais és Effie alig egy évvel később, 1855 júliusában házasodtak össze, házasságukból összesen nyolc gyermek született:
- Everett (szül. 1856)
- George (1857)
- Effie (1858)
- Mary (1860)
- Alice (1862)
- Geoffroy (1863)
- John (1865)
- Sophie (1868)

Az első kép után Effie számos alkalommal állt modellt férjének, többek között a Kihirdették a békét című 1856-os képhez, ahol Millais a női szépség és termékenység megtestesítőjének ábrázolta Effie-t.

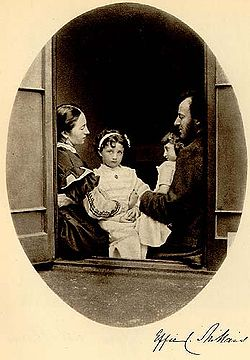
Effie Millais és férje, valamint két lányuk, Effie és Mary

Effie kapcsolata első férjével később sem javult – amikor Ruskin egy fiatal lányt, Rose La Touche-t akart eljegyezni, a lány szülei megkérték Effie-t, hogy írja meg házassági tapasztalatait. Effie válaszában kifejtette, hogy Ruskin elnyomó személyiség és Rose szülei felbonttatták az eljegyzést. Ruskin később, amikor Rose elérte a nagykorúságot, ismét megkérte a lány kezét, de az vallási különbségekre hivatkozva (katolikus volt) elutasította az ajánlatot.
Válása jelentős társadalmi-szociális problémát okozott Effie-nek. Lényegében semmi olyan eseményre nem kaphatott meghívót, mint a szigorú erkölcseiről ismert Viktória királynő, sőt Millais sem kapott megrendeléseket a királyi udvartól, pedig kora egyik elismert portréfestője volt. Mivel második házassága előtt Effie igen élén társasági életet élt, a kizártság meglehetősen megviselte annak ellenére, hogy a londoni társaság számos tagja még így is kereste társaságát.
Idővel Viktória királynő is megenyhült iránta, elsősorban lánya, Lujza hercegnő hatására és engedélyezte, hogy részt vegyen az udvar egyik rendezvényén.
Effie Millais 16 hónappal férje halála után, 1897. december 23-án hunyt el Bowerswell-ben, és abban a temetőben helyezték nyugalomra, amelyet férje A nyugalom völgye című festményén ábrázolt.

## Hatása Millais művészetére

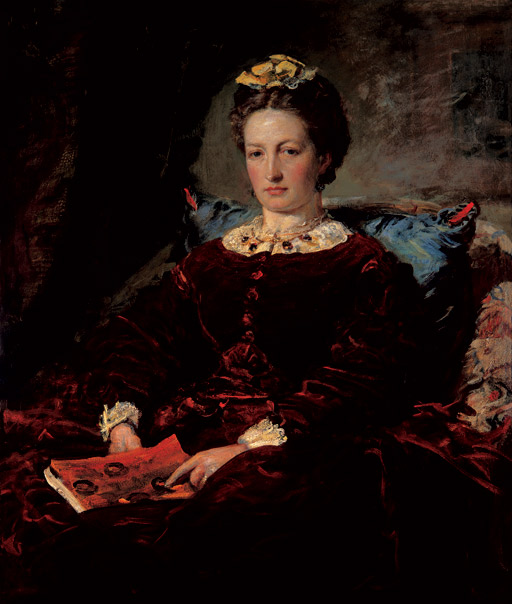
Effie portréja 1860 körül. Ölébe eredetileg egyik fiuk fejét festette volna Millais, később helyettesítette a Cornhill Magazine egyik példányával.

Házasságuk után Millais hamarosan a korábbinál sokkal szabadabb, lazább stílusban kezdett festeni, már nem volt olyan aprólékos a természeti környezet és a részletek ábrázolásában, mint korai képein (ld. pl. Ofélia vagy Izabella). A stílusváltást Ruskin "katasztrófaként" értékelte.
A stílusváltás egyik oka, hogy miután családot alapított, Millais-nak a korábbinál sokkal nagyobb és biztosabb jövedelemre volt szüksége, és feltehetően felesége arra bátorította, hogy a korábbiaknál kevésbé ellentmondásos, népszerűbb témákat fessen, amiket könnyebb volt értékesíteni. Bár nincs arra bizonyíték, hogy Effie ténylegesen ebbe az irányba terelte volna férjét, de egész élete során aktívan menedzselte Millais karrierjét és számos alkalommal segített neki témát választani. Effie naplójában nagy elismeréssel írt férje tehetségéről és munkásságáról, és Millais képeiben elég sokáig felismerhető a preraffaeliták stílusa.
Egy idő után Millais azonban valóban feladta a preraffaeliták ragaszkodását a részletekhez, és a korábbinál szabadabb, lazább stílusban kezdett festeni, amellyel valóban több képet tudott megfesteni (az Ofélia születése során pl. 5 hónapot töltött csak a háttér megfestésével). A képek jelentős részét házassága ihlette, számos alkalommal használta gyermekeit és unokáit modellként. Sógornőjét, a tizenéves Sophie Gray-t is alkalmazta modellként az 1850-es évek közepén festett képein.

## Effie alakja az irodalomban és a filmművészetben
Effie első házassága, válása és második házassága, a viktoriánus szerelmi háromszög volt a tárgya számos irodalmi alkotásnak és filmnek:
- The Love of John Ruskin – 1912-es némafilm Ruskin, Effie és Millais életéről.
- The Love School – 1975-ös BBC sorozat a preraffaelitákról, amelyben Anne Kidd játszotta Effie-t
- John Ruskin's Wife – 1979-es regény hármójuk kapcsolatáról (írta: Eva McDonald).
- The Passion of John Ruskin – 1994-es rövidfilm Ruskinról, rendezte Alex Chappel, főszerepben Mark McKinney (Ruskin), Neve Campbell (Effie) és Colette Stevenson (Effie hangja)
- "Modern Painters" – 1995-ös opera about Ruskin, Effie és Millais életéről.
- Parrots and Owls – 1994-es hangjáték John Purser-től, ahol Effie a főszereplők barátjaként jelenik meg, utóbbiak kibeszélik házassági problémáit.
- The Countess – 1995-ös színdarab (írta Gregory Murphy), amely Ruskin és Effie házasságának problémáiról szól.
- The Order of Release – 1998-as hangjáték Robin Brooks-tól, amelynek címe Millais Szabadon bocsátó parancs című képére utal.
- The Woman Who Gave Birth to Rabbits – 2002-ben megjelent novellakötet Emma Donoghue tollából, amelyben a Come, Gentle Night c. novella Ruskin és Effie nászéjszakáját mutatja be.
- Mrs Ruskin Archiválva 2008. április 22-i dátummal a Wayback Machine-ben – 2003-as színdarab Kim Morrissey-től, Effie első házasságának problémáiról és kapcsolatáról Ruskin anyjával.
- Desperate Romantics – 2009), hatrészes BBC televíziós sorozat a Preraffaelita Testvériségről. Effie-t Zoe Tapper alakította.
- Effie – Emma Thompson a jelenleg készülő film producere, amelyben Dakota Fanning[11] alakítja Effie-t.[12]

## Fordítás
- Ez a szócikk részben vagy egészben  az   Effie Gray című angol Wikipédia-szócikk fordításán alapul.  Az eredeti cikk szerkesztőit annak laptörténete sorolja fel. Ez a jelzés csupán a megfogalmazás eredetét és a szerzői jogokat jelzi, nem szolgál a cikkben szereplő információk forrásmegjelöléseként.

## Külső hivatkozások
- Ruskin 1847-es levele Effie-nek (angolul)
- Effie bosszúja Ruskinon – a Virtual Victorian blog egyik írása (angolul)
- A The Model Wife: Effie, Ruskin and Millais könyv bemutatója (angolul)